# 若望十四世
教宗若望十四世（拉丁語：Ioannes PP. XIV；？—984年8月20日）本名伯多祿（Pietro），於983年11月或12月－984年8月20日岀任教宗。

## 生平
他本名為伯多祿（Pietro），原為義大利官員，獲得神聖羅馬帝國皇帝奧托二世支持而擔任教宗。然而983年12月3日奧托二世亡故，繼任的奧托三世年方三歲無從支援若望十四世，曾於974年因羅馬豪族克瑞森家族支持謀殺時任教宗本篤六世取而代之的對立教宗博義七世，又趁機回到羅馬重施故技，將若望十四世囚禁在聖天使城堡，搶奪教宗地位，又暗中毒死他。

## 譯名列表
- 若望十四世：天主教香港教區禮儀委員會：禧年專頁 （页面存档备份，存于）、香港天主教教區檔案　歷任教宗、《大英簡明百科知識庫》2005年版、國立編譯舘作若望。
- 约翰十四世：《世界人名翻譯大辭典》1993年版作約翰。

## 延伸阅读
- 對立教宗博義七世（英语：Antipope Boniface VII）